# Bamberg (cráter)
Bamberg es un cráter de impacto del planeta Marte situado al suroeste del cráter Kunowsky, al noroeste de Focas, al norte de Dein y al sureste de Arandas, a 39.7° norte y 3.2º oeste. El impacto causó un boquete de 58 kilómetros de diámetro. El nombre fue aprobado en 1976 por la Unión Astronómica Internacional, haciendo referencia a la ciudad alemana homónima.